# Terre de Van Diemen
Pour les articles homonymes, voir Van Diemen.

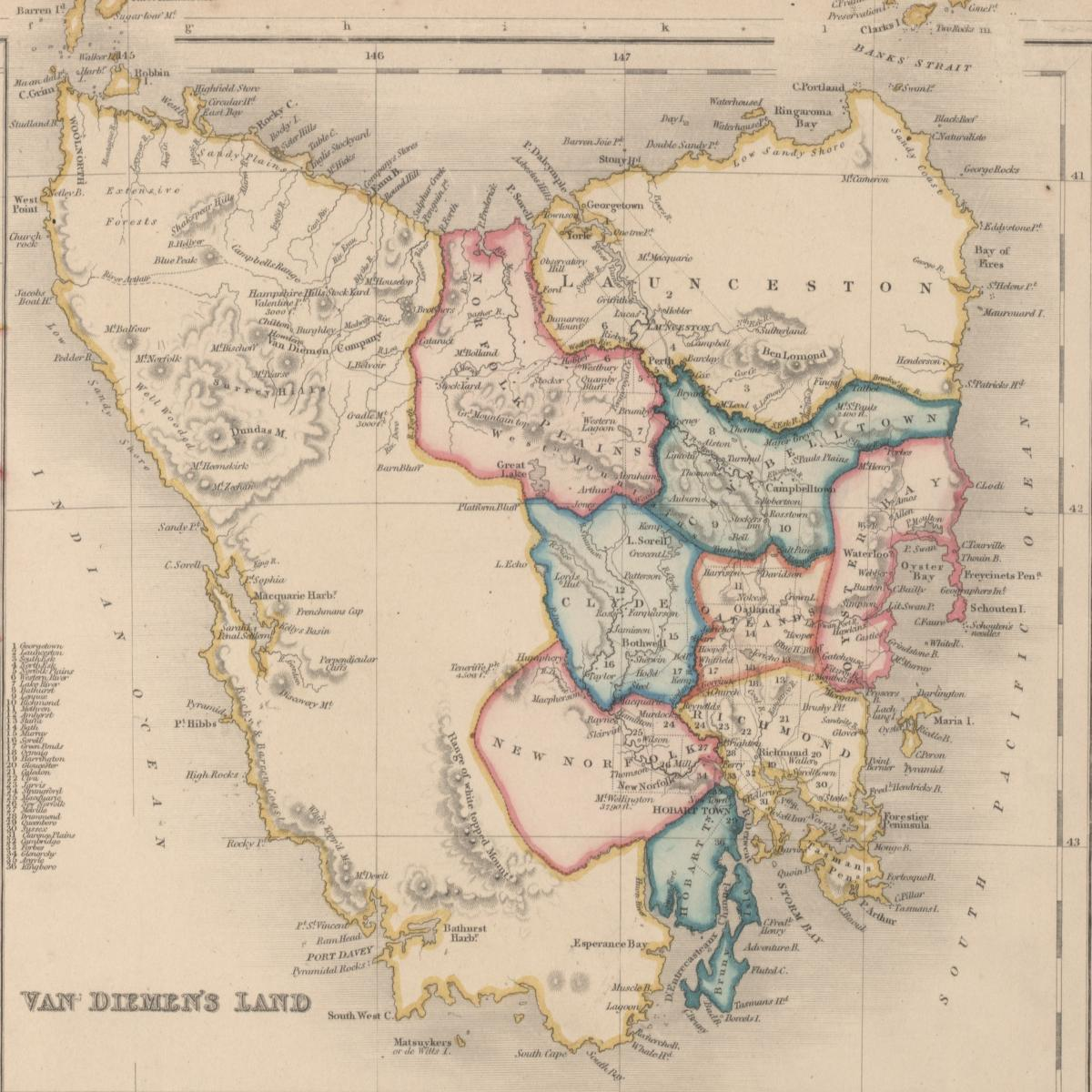
Une carte de la Terre de Van Diemen (1852).

« La Terre de Van Diemen » (on trouve aussi Terre de Van-Diemen, Terre Van-Diemen, Terre Van Diemen et Terre de Diémen), en anglais Van Diemen's Land, est le nom utilisé par la plupart des Européens pour désigner l'île de Tasmanie, jusqu'au 1er janvier 1856.

## Histoire de l'exploration européenne de la Tasmanie

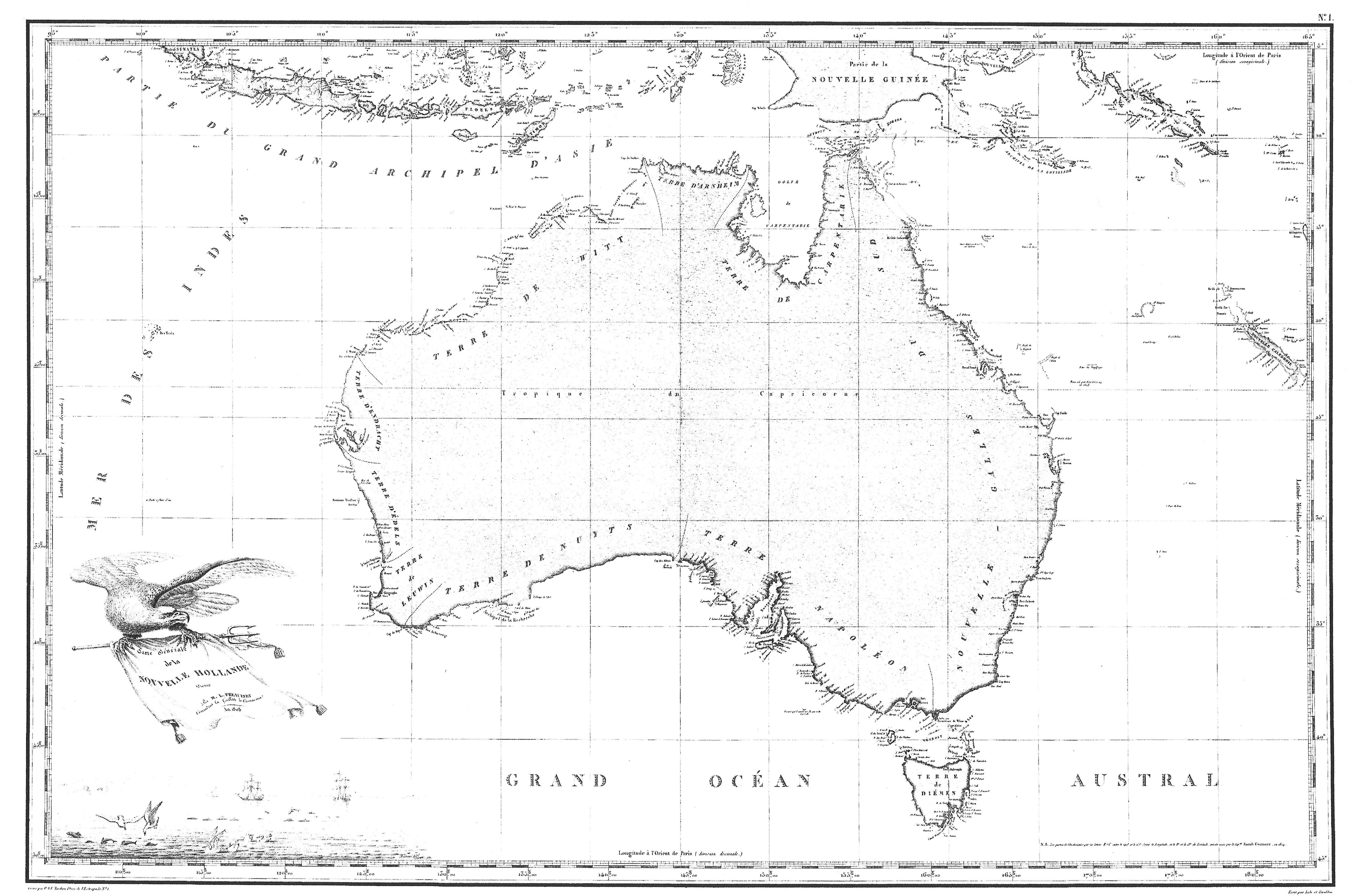
Carte de Freycinet (1811) – La première carte complète de la Nouvelle Hollande et de la Terre de Diémen qui sera publiée

L'explorateur néerlandais Abel Tasman est le premier Européen à débarquer sur les rives de la Tasmanie. Tasman nomme l'île Anthoonij van Diemenslandt en l'honneur d'Antonio van Diemen, le gouverneur général des Indes orientales néerlandaises qui avait envoyé Tasman en exploration en 1642. Entre 1772 et 1798, seule la partie sud-est de l'île est explorée. La Tasmanie n'est pas connue des occidentaux comme une île jusqu'à ce que Matthew Flinders et George Bass en fassent le tour en 1798-1799.

## L'expédition Baudin
En 1802, l'expédition Baudin étudie en détail l'île et marque sa toponymie. La carte de Freycinet publiée en 1811, est la première carte présentant le contour complet de la Nouvelle Hollande de la Terre de Diémen. Elle est l’œuvre de Louis de Freycinet de l’expédition Baudin. Elle précède de trois ans la publication de la carte d’Australie (Terra Australis ou Australia) de Matthew Flinders.

## La colonisation britannique
En 1803, l'île est colonisée par les Britanniques comme une colonie pénale avec le nom de Van Diemen's Land. Elle a par la suite intégré la colonie britannique de la Nouvelle-Galles du Sud. Le major-général Ralph Darling est nommé gouverneur de la Nouvelle-Galles du Sud en 1825, et la même année, il visite Hobart. Le 3 décembre 1825, la création d'une colonie indépendante est proclamée et Darling en devient gouverneur.
En 1856, la colonie se voit accorder une autonomie via un gouvernement responsable avec son propre parlement représentatif. Le nom de l'île et la colonie est officiellement changé en Tasmanie le 1er janvier 1856.

## Roman historique
- Matthew Kneale, Les Passagers anglais[1] ( English Passengers, 2000) , Paris, Belfond, 2002  (ISBN 9782714438683) Whitbread Prize du meilleur roman et du meilleur livre de l'année 2000 - Prix Relay du roman d'évasion 2002